# Sulu-eilanden
De Sulu-eilanden zijn een archipel en een biogeografische regio die de Filipijnse provincies Sulu en Tawi-Tawi (tevens de naam van het grootste eiland in de archipel) omvat, gelegen tussen Borneo en Mindanao. De meeste eilanden zijn tijdens het Pleistoceen door de verlaagde zeespiegel verbonden geweest.

## Fauna
De Sulu-eilanden behoren tot de zogenaamde "oceanische Filipijnen", het deel van de archipel dat nooit met het vasteland verbonden is geweest. Dit geldt wel voor Groot-Palawan en de meer zuidelijke grote eilanden als Borneo en Sumatra die in het Pleistoceen een deel van het Aziatische vasteland waren. De Sulu-eilanden daarentegen zijn relatief lang gescheiden gebleven van de overige Filipijnse eilanden. Hierdoor verschilt de fauna sterk van die in andere gebieden.
De Sulu-eilanden hebben echter door hun ligging, vlak bij Borneo, ook een aantal "niet-Filipijnse" invloeden in hun fauna; zo komt de plompe lori in de Filipijnen alleen op de Sulu-eilanden voor. Het gebied kent onder andere ook een aantal endemische vogels, waaronder de Sulu-neushoornvogel, de Sulu-vlagstaartpapegaai en de Tawitawi-dolksteekduif, een endemisch knaagdier, Rattus tawitawiensis en een endemisch reptiel, Ahaetulla prasina suluensis, dat in bepaalde kenmerken tussen de Filipijnse en de Aziatische ondersoort van deze slang, Ahaetulla prasina, in staat.